# Boîte noire
Boîte noire (bra Caixa Preta) é um filme de suspense e mistério de 2021 dirigido por Yann Gozlan. É uma coprodução entre a França e a Bélgica. O filme é estrelado por Pierre Niney e Lou de Laâge. 
Teve sua estreia mundial no Alliance Française French Film Festival em 5 de março de 2021.

## Resumo
Mathieu Vasseur é engenheiro aeronáutico formado pela ENAC. Ele trabalha como especialista em acidentes aéreos no BEA.

## Elenco
- Pierre Niney ...Mathieu Vasseur[2]
- Lou de Laâge ...Noémie Vasseur [2]
- André Dussollier ...Philippe Rénier[2]
- Sébastien Pouderoux ...Xavier Renaud[2]
- Olivier Rabourdin ...Victor Pollock[2]
- Guillaume Marquet ...Antoine Balsan[2]
- Mehdi Djaadi ...Samir[2]
- Anne Azoulay ...Caroline Delmas[2]
- Aurélien Recoing ...Claude Varins[2]
- André Marcon ...Dorval[2]
- Marie Dompnier ...Pauline[2]
- Philippe Maymat ...Comandante de bordo
- Quentin d'Hainaut ...agente de segurança
- Lorène Devienne ...Jeanne
- Grégori Derangère ...Alain Roussin

## Lançamento
O filme teve sua estreia mundial no 32º Festival de Cinema Francês da Alliance Française na Austrália em 5 de março de 2021. Foi lançado nos cinemas na França pelo Studiocanal em 8 de setembro de 2021.

## Recepção
No Rotten Tomatoes, o filme detém um índice de aprovação de 94% com base em 18 críticas, com nota média de 7,3/10.

## Anedota
Para a cena de recepção organizada pelos Antigos Alunos do ENAC, a equipa de filmagem convocou verdadeiros formandos da Escola Nacional de Aviação Civil.